# Sân vận động Renato Dall'Ara
Sân vận động Renato Dall'Ara (tiếng Ý: Stadio Renato Dall'Ara) là một sân vận động đa năng ở Bologna, Ý. Sân hiện được sử dụng chủ yếu cho các trận đấu bóng đá. Đây là sân nhà của Bologna F.C.. Sân vận động được xây dựng vào năm 1927 và có sức chứa 38.279 chỗ ngồi. Sân trước đây có tên gọi là Sân vận động Littoriale (tiếng Ý: Stadio Littoriale). Sân thay thế cho Sân vận động Sterlino. Sân được đặt theo tên của Renato Dall'Ara, cựu chủ tịch của Bologna trong ba mươi năm.
Sân vận động này đã tổ chức các trận đấu trong cả Giải vô địch bóng đá thế giới 1934 và Giải vô địch bóng đá thế giới 1990. Trận đấu cuối cùng diễn ra trên sân vận động này tại World Cup 1990 là trận đấu giữa Anh và Bỉ tại vòng 16 đội. Trận đấu kết thúc với tỷ số 1–0, bàn thắng duy nhất do David Platt ghi ở phút 119.
Tọa lạc tại quận Saragozza, cách trung tâm thành phố khoảng 3,5 km, nơi đây thường xuyên tổ chức các trận đấu trên sân nhà của Bologna. Với sức chứa khoảng 36.000 chỗ ngồi, đây là sân vận động lớn thứ 11 của Ý về sức chứa. Sức chứa có thể tăng lên đến 55.000 người cho các buổi hòa nhạc.

## Các trận đấu quốc tế
Vòng loại ngày 17 tháng 11 năm 1993 giữa San Marino và Anh kết thúc với việc Anh giành chiến thắng 7—1, nhưng chỉ sau khi đội chủ nhà ghi bàn trong những giây mở màn của trận đấu.
Sân vận động cũng đã tổ chức ba trận đấu thử nghiệm bóng bầu dục quốc tế vào năm 1995, Ý vs All Blacks (All Blacks thắng trận 70 706), năm 1997 Ý vs Springboks (Springboks thắng trận đấu) và Ý vs Ireland (Ý thắng trận đấu).
Sân vận động có bài hát chính trong album 'Sick Scenes' của Los Campesinos.

## FIFA World Cup 1934
Sân vận động đã được sử dụng cho hai trận đấu trong FIFA World Cup 1934 bao gồm vòng 16 trận giữa Thụy Điển và Argentina và trận tứ kết giữa Áo và Hungary.

## FIFA World Cup 1990
Sân vận động là một trong những địa điểm của FIFA World Cup 1990. Sân vận động là nhân chứng cho bàn thắng nhanh nhất của cuộc thi World Cup từng được ghi, bởi Davide Gualtieri của San Marino, mất 8,3 giây để đưa đội của anh ấy vượt lên trước Anh.
Sân vận động đã tổ chức các trận đấu sau:
| Ngày       | Đội tuyển #1 | Kết quả      | Đội tuyển #2 | Vòng        |
| ---------- | ------------ | ------------ | ------------ | ----------- |
| 1990-06-09 | UAE          | 0–2          | Colombia     | Bảng D      |
| 1990-06-14 | Nam Tư       | 1–0          | Colombia     | Bảng D      |
| 1990-06-19 | Nam Tư       | 4–1          | UAE          | Bảng D      |
| 1990-06-26 | Anh          | 1–0 (a.e.t.) | Bỉ           | Vòng 16 đội |